# الرهب (المحابشة)

تعديل مصدري - تعديل

الرهب هي إحدى قرى عزلة حجر بمديرية المحابشة التابعة لمحافظة حجة، بلغ تعداد سكانها 467 نسمة حسب تعداد اليمن لعام 2004.